# Lanephus njumanii
Lanephus njumanii är en skalbaggsart som först beskrevs av Samuel Stehman Haldeman 1847.  Lanephus njumanii ingår i släktet Lanephus och familjen långhorningar. Inga underarter finns listade i Catalogue of Life.